# 喜多郎 (映像監督)
喜多郎（きたろう、生年月日非公開 - ）は、日本の映像作家、AV監督。元AVプロデューサーである。

## 略歴
2003年4月にAV業界に入り、2社の製作を経て、2004年3月にドリームチケット（ワープグループ）に入社。『制服美少女と性交』シリーズなど細部のこだわった作品作りに定評がある。
2017年11月末日をもって、13年間関わったドリームチケットを退社。同時にAV業界からもいったん離れるフェードアウトを宣言。退社理由は2017年10月で40歳になったこと、AV制作がマンネリ化して刺激的で面白かったものが現状維持を続ける“作業”になってきたこと。引退等でなく、フェードアウトとしたのは再度撮影したくなる可能性があるため。この時、クレジット無記名であった『制服美少女と性交』シリーズなどがプロデュース兼監督作であることを公表した。
以後、映像作品制作を始め、ブログ、小説執筆など著述業にもかかわる。2019年ランサーズ映像クリエイター部門・直接依頼数ランキング1位。

## 監督作品
監督作270本、プロデュース作多数。VR担当作23本（ドリームチケット退社時点）。

### 作品
- DRAGONS GATEレーベル・ベロフェチ作品など（2003年‐2006年、ワープエンタテインメント）[6]
- 「制服美少女と性交」シリーズ[1]（2007年8月6日‐2017年10月6日、ドリームチケット）96作全作監督、プロデュース　※クレジットなし
- ニ●ニコ動画で人気沸騰中の100cmIカップ・爆乳素人ショコラちゃんに、セックス撮らせてもらいました。（2008年7月5日、ドリームチケット）
- 旅先でなら人目を気にせず接吻できる…。 かすみ果穂（2015年10月2日、ドリームチケット）
- Dolls[大切な玩具] （2005年4月10日‐2006年4月29日、ドリームチケット）13作中10作監督、全作企画立案、プロデュース　※クレジットなし
- 「東京GalsベロCity」シリーズ（2006年11月5日‐2011年8月5日、ドリームチケット）34作全作企画立案、監督、プロデュース、パッケージ写真ディレクション　※クレジットなし
- 制服美少女と性交 スピンオフ
  - 制服ギャルと性交 立花樹里亜（2012年9月7日、ドリームチケット）　※クレジットなし
  - ロ●ータ美少女と性交 アリス（2008年11月19日、ドリームチケット　※クレジットなし
  - 昭和の制服美少女と性交（2014年7月1日、ドリームチケット）　※クレジットなし
- CABA（2007年11月15日‐2008年4月15日、ドリームチケット）6作企画立案、監督、プロデュース　※クレジットなし
- お姉さん系 性交シリーズ（2009年9月5日‐2017年11月3日、ドリームチケット）69作全監督、プロデュース　※クレジットなし